# BGB-Informationspflichten-Verordnung
Die BGB-Informationspflichten-Verordnung (BGB-InfoV) regelte ursprünglich die Informationspflichten, die ein Unternehmer beim Abschluss von Fernabsatzverträgen, Teilzeitwohnrechte-Verträgen, Verträgen im elektronischen Geschäftsverkehr oder Reiseverträgen mit einem Verbraucher zu beachten hat. Ferner wurden die Informationspflichten von Kreditinstituten konkretisiert. Die BGB-InfoV ergänzte damit zahlreiche verbraucherrechtliche Vorschriften des deutschen BGB.
2011 wurden alle Paragraphen der BGB-InfoV aufgehoben bis auf die §§ 9 - 14 BGB-InfoVO, die die Informations- und Nachweispflichten von Reiseveranstaltern behandelten. An die Stelle der weggefallenen Vorschriften waren insbesondere die Artt. 246 f. EGBGB, getreten, auf die die einschlägigen Vorschriften des BGB seither verwiesen.

## Regelungsgehalt ab 2011
Für Reiseverträge konkretisierte die BGB-Informationspflichten-Verordnung die bis zum 31. Juli 2018 geltenden alten Vorschriften zum Reisevertragsrecht in den §§ 651a bis 651m BGB a.F. Sie regelte im Wesentlichen die inhaltlichen Angaben über das Reiseprospekt und die Allgemeinen Reisebedingungen (ARB). Die Angaben im Reiseprospekt (oder vergleichbaren Informationsschriften der Reiseveranstalter) waren nach § 4 Abs. 2 S. 1 BGB-InfoV bindend. Der Reiseveranstalter war u. a. verpflichtet, über die Visums-, Pass- und gesundheitspolizeilichen Formalitäten weitgehend aufzuklären. Daneben regelte die BGB-InfoV die Mustervorlage für den Reisesicherungsschein, der nach § 651k Abs. 5 BGB a.F. verbindlich ist. Weiterhin regelte die Verordnung Einzelheiten über die Art und Weise, in der diese Informationen dem Verbraucher übermittelt werden mussten.

## Aufhebung der BGB-InfoVO im Rahmen der Neuordnung des Reisevertragsrechts 2018
Die BGB-Info-VO wurde mit Inkrafttreten des neu gefassten Reisevertragsrechts im BGB (§§ 651a bis 651y BGB) zum 1. Juli 2018 aufgehoben. Die den aufgehobenen Vorschriften entsprechenden und dem neuen Pauschalreiserecht angepassten Vorschriften finden sich nunmehr in Art. 250 EGBGB: „Informationspflichten bei Pauschalreiseverträgen“.